# Newcastle (Nebraska)
Newcastle es una villa ubicada en el condado de Dixon en el estado estadounidense de Nebraska. En el Censo de 2010 tenía una población de 325 habitantes y una densidad poblacional de 371,25 personas por km².

## Geografía
Newcastle se encuentra ubicada en las coordenadas 42°39′9″N 96°52′27″O / 42.65250, -96.87417. Según la Oficina del Censo de los Estados Unidos, Newcastle tiene una superficie total de 0.88 km², de la cual 0.88 km² corresponden a tierra firme y (0%) 0 km² es agua.

## Demografía
Según el censo de 2010, había 325 personas residiendo en Newcastle. La densidad de población era de 371,25 hab./km². De los 325 habitantes, Newcastle estaba compuesto por el 99.69% blancos, el 0.31% eran afroamericanos, el 0% eran amerindios, el 0% eran asiáticos, el 0% eran isleños del Pacífico, el 0% eran de otras razas y el 0% pertenecían a dos o más razas. Del total de la población el 2.77% eran hispanos o latinos de cualquier raza.